# Lacmellea
Lacmellea là chi thực vật có hoa trong họ Apocynaceae.